# Marokkos håndboldlandshold (herrer)
Marokkos håndboldlandshold for herrer er det nationale håndboldhold i Marokko for mænd og kontrolleres af Royal Moroccan Handball Federation baseret i Rabat, Marokko.

## Resultater

### Verdensmesterskab
- 1995 - 22. plads
- 1997 - 23. plads
- 1999 - 17. plads
- 2001 - 22. plads
- 2003 - 23. plads
- 2007 - 20. plads
- 2021 - 29. plads
- 2023 - 30. plads

### Afrikamesterskabet
- 1987: 8.-plads
- 1989: 5.-plads
- 1991: 4.-plads
- 1992: 7.-plads
- 1994 4.-plads
- 1996: 4.-plads
- 1998: 5.-plass
- 2000: 4.-plads
- 2002: 4.-plads
- 2004: 5.-plads
- 2006: .-plads
- 2008: 8.-plads
- 2010: 6.-plads
- 2012: 4.-plads
- 2014: 6.-plads
- 2016: 6.-plads
- 2018: 4.-plads
- 2020: 6.-plads
- 2022: .-plads